# 이스마일 아빌로프
이스마일 니자모글루 아빌로프(불가리아어: Исмаил Низамоглу Абилов, 1951년 6월 9일 ~ )는 불가리아의 레슬링 선수이다. 1980년 올림픽 자유형 미들급에서 금메달을 획득했으며, 세계 레슬링 선수권 대회에서 은메달 2개와 동메달 1개를 획득했다.